# گریگور مارتیروسیان (دولتمرد)

گریگور ایگوری مارتیروسیان (ارمنی: Գրիգորի Իգորի Մարտիրոսյան؛  زادهٔ ۱۴ نوامبر ۱۹۷۸) اقتصاددان، سیاستمدار اهل ارمنستان است.

## زندگی‌نامه
وی در ۱۴ نوامبر ۱۹۷۸ در استپاناکرت به دنیا آمد و از دانشگاه دولتی آرتساخ و دانشگاه دولتی ایروان فارغ‌التحصیل گشت. همچنین برندهٔ جوایزی همچون نشان آنانیا شیراکاتسی () شده است.

## یادداشت
1. ↑  ԱՀ պետական նախարար
2. ↑  ԱՀ ֆինանսների նախարար
3. ↑  ԼՂՀ ֆինանսների նախարարի առաջին տեղակալ
4. ↑  ԼՂՀ ֆինանսների նախարարի տեղակալ
5. ↑  տնտեսագիտական գիտությունների թեկնածու